# كريس رايس
كريس رايس (بالإنجليزية: Chris Rice)‏ هو ملحن ومغني أمريكي، ولد في 1970.

## وصلات خارجية
- الموقع الرسمي
- كريس رايس على موقع ميوزك برينز (الإنجليزية)
- كريس رايس على موقع أول ميوزيك (الإنجليزية)
- كريس رايس على موقع ديسكوغز (الإنجليزية)